# Friedrich Carl Albert Schreuel
Friedrich Carl Albert Schreuel, también conocido como Frederik Albert Schreuel (Maastricht, 14 de junio de 1773 - 1853) fue un pintor neerlandés del siglo XVIII.

## Biografía
Se unió al ejército holandés todavía joven. Se identificó con la pintura en 1788
y, finalmente, dejó el ejército para empezar a estudiar arte en Berlín y más tarde en Dresde. Estuvo algún tiempo estudiando con Josef Grassi en la Academia de Dresde, tornándose famoso por pintar retratos. En una de sus obras, pintó Federico IV de Sajonia-Gotha-Altenburg. En 1840, fue nombrado pintor oficial del reino por el rey de Sajonia.
Schreuel se cree que ha pintado el retrato del artista de javanés Raden Saleh, que estudiaba entonces en Europa, la obra se encuentra en el Rijksmuseum de Ámsterdam.
Las estimaciones para la fecha de la pintura son anteriores a 1841, por el que Saleh se representa como un dandi vestido a la europea, y no como un príncipe de Java, un estilo que solo adoptaría a partir de ese año La pintura se presentó por primera vez en la Academia de Dresde, en una exposición, y fue un éxito de crítica. Sin embargo, también se ha atribuido al mismo Saleh; Tampoco se sabe que otros retratos de Schreuel hallan sobrevivido. Aunque entonces esta sería la única pintura no firmada de Saleh y la pincelada es más libre de lo característico en su obra. En 2005, el Rijksmuseum se refirió a la obra como un retrato de Schreul. Sin embargo, de acuerdo con el Museo Antropológico de Ámsterdam, (Tropenmuseum) sería el único autorretrato conocido de Saleh.